# Myrmeleon (Myrmeleon) semigriseus
Myrmeleon (Myrmeleon) semigriseus is een insect uit de familie van de mierenleeuwen (Myrmeleontidae), die tot de orde netvleugeligen (Neuroptera) behoort. 
Myrmeleon (Myrmeleon) semigriseus is voor het eerst wetenschappelijk beschreven door Krivokhatsky in 1991.